# 제20회 대구단편영화제
제20회 대구단편영화제는 2019년 8월 22일에 열린 시상식이다.

## 수상 및 후보

### 대상
- 파테르 - 이상환 수상

### 우수상
- 주근깨 - 김지희 수상

### 애플시네마 대상
- 밸브를 잠근다 - 박지혜 수상

### 애플시네마 우수상
- 변방의 퀴어 - 박문칠 수상

### 관객상
- 밸브를 잠근다 - 박지혜 수상

### 애플시네마 베스트피칭상
- 복날 - 김현진 수상
- 시네필 - 정민우 수상

### 국내경쟁
- 463 - 포엠 오브 더 로스트 - 권아람
- 킬러미역의 습격 - 노유정
- 주근깨 - 김지희
- 춤추는 개구리 - 김진만
- 파테르 - 이상환
- 움직임의 사전 - 정다희
- 적시타 - 류정석
- 여고생의 기묘한 자율학습 - 김보원
- 해미를 찾아서 - 허지은 외 1명
- 출장 - 이원규
- 캐쉬백 - 박세영
- 이상한 슬픔 - 오세호
- 노량대첩 - 김소현
- K대_OO닮음_93년생.avi - 정혜원
- 젖꼭지 - 김용승
- 다운 - 이우수
- 93 프라이드 - 전우성
- 날씨가 좋아서 - 박은경
- 아프리카에도 배추가 자라나 - 이나연
- 잔을 채우는 동안 - 양승욱
- 죽은 시간 - 송원재
- 꿈 이후 - 최호식
- 눈물 - 오성호
- 하오츠 - 성다희
- 캠핑 - 한지수
- 춘분 - 석진혁
- 신림 - 박우성
- 상팔자 - 김민재
- 수정포도 - 은고
- 완벽한 내일 - 이하경
- 털보 - 강물결
- 어라운드맨 - 최진
- 탈날 탈(頉) - 서보형
- 감자 - 김정민
- 나의 새라씨 - 김덕근

### 애플시네마
- 밸브를 잠근다 - 박지혜
- 뷰파인더 - 박지하
- 변방의 퀴어 - 박문칠
- 그들 - 남인건
- 테이프의 비밀 - 김규태

### 초청작
- 나는보리 - 김진유
- 펀치 볼 - 김영조
- 경치 좋은 자리 - 박중권
- 파도를 걷는 소년 - 최창환
- 경치 좋은 자리 - 임혜령

### 배우목격담
- 공명선거 - 박현경
- 나의 자리 - 이지현
- 쇼피알 - 김지훈
- 악당의 사연 - 이희범

### 로컬존
- 리메인 - 조미혜
- 표류 - 연제광
- 마임이스트 - 이상목
- 누구도 기억하지 않는 하루 - 이수지
- 그러려니 - 원하라

### 특별섹션
- 어디에도, 어디에나 - 고현석
- 정전 - 김홍완
- 꽃보다 아름다운 그 이름 - 현숙경
- 졸업 과제 - 김용삼
- Pizza sucks without U - 박재현
- 고놈, 힘 참 좋네 - 정효정
- 북향 - 박찬우
- 타래 - 송지은
- Cement cell - 윤동희
- 별들이 합창하는 밤 - 손영득
- Beginning of Fire - 김미련
- Fusion, single channel video - 신명준
- Human - 방정호
- How to Pray - 배유나

### 미드나잇 시네마
- 노량진 - 김정호
- FOR SALE - 이용섭
- 열두번째 인턴 - 신윤호